# Division 1 1982-83
La Division 1 1982-83 fue la 44.ª temporada del fútbol francés profesional. Nantes resultó campeón con 58 puntos, obteniendo su sexto título de liga.

## Equipos participantes
| - Auxerre - Bastia - Girondins de Bordeaux - Stade Brestois - Stade Lavallois - Lens - Lille - Olympique de Lyon - Metz - Mónaco |  | - Mulhouse - Nancy - Nantes - París Saint-Germain - Rouen - Saint-Étienne - Sochaux - Racing Estrasburgo - Toulouse - Tours |

## Tabla de posiciones
| Pos. | Equipo              | Pts. | PJ | G  | E  | P  | GF | GC | Dif. | Clasificación                                |
| ---- | ------------------- | ---- | -- | -- | -- | -- | -- | -- | ---- | -------------------------------------------- |
| 1    | Nantes (C)          | 58   | 38 | 24 | 10 | 4  | 77 | 29 | +48  | Clasificado a la Copa de Campeones de Europa |
| 2    | Bordeaux            | 48   | 38 | 20 | 8  | 10 | 67 | 48 | +19  | Clasificado a la Copa de la UEFA             |
| 3    | Paris Saint-Germain | 47   | 38 | 20 | 7  | 11 | 66 | 49 | +17  | Clasificado a la Recopa de Europa            |
| 4    | Lens                | 44   | 38 | 18 | 8  | 12 | 64 | 55 | +9   | Clasificado a la Copa de la UEFA             |
| 5    | Laval               | 44   | 38 | 15 | 14 | 9  | 42 | 41 | +1   | Clasificado a la Copa de la UEFA             |
| 6    | Monaco              | 43   | 38 | 14 | 15 | 9  | 55 | 35 | +20  |                                              |
| 7    | Nancy               | 41   | 38 | 17 | 7  | 14 | 74 | 61 | +13  |                                              |
| 8    | Auxerre             | 38   | 38 | 12 | 14 | 12 | 56 | 48 | +8   |                                              |
| 9    | Metz                | 37   | 38 | 13 | 11 | 14 | 66 | 67 | −1   |                                              |
| 10   | Brest               | 37   | 38 | 11 | 15 | 12 | 53 | 63 | −10  |                                              |
| 11   | Toulouse            | 36   | 38 | 15 | 6  | 17 | 52 | 66 | −14  |                                              |
| 12   | Sochaux             | 35   | 38 | 9  | 17 | 12 | 52 | 53 | −1   |                                              |
| 13   | Lille               | 34   | 38 | 13 | 8  | 17 | 38 | 45 | −7   |                                              |
| 14   | Saint-Étienne       | 34   | 38 | 11 | 12 | 15 | 41 | 52 | −11  |                                              |
| 15   | Strasbourg          | 33   | 38 | 11 | 11 | 16 | 40 | 51 | −11  |                                              |
| 16   | Rouen               | 32   | 38 | 11 | 10 | 17 | 45 | 54 | −9   |                                              |
| 17   | Bastia              | 32   | 38 | 9  | 14 | 15 | 41 | 52 | −11  |                                              |
| 18   | Tours (D)           | 31   | 38 | 12 | 7  | 19 | 58 | 68 | −10  | Acceso a promoción de permanencia            |
| 19   | Lyon (D)            | 28   | 38 | 11 | 6  | 21 | 57 | 77 | −20  | Descenso a Division 2                        |
| 20   | Mulhouse (D)        | 28   | 38 | 10 | 8  | 20 | 46 | 76 | −30  | Descenso a Division 2                        |

 Fuente: footballdatabase.eu

## Resultados
| Local \ Visitante   | AUX | BAS | BOR | BRE | LAV | LEN | LIL | LYO | MET | MOC | MUL | NAC | NAT | PSG | ROU | STE | SOC | STR | TOL | TOR |
| ------------------- | --- | --- | --- | --- | --- | --- | --- | --- | --- | --- | --- | --- | --- | --- | --- | --- | --- | --- | --- | --- |
| Auxerre             | —   | 1–1 | 2–2 | 4–2 | 0–1 | 0–0 | 3–0 | 3–1 | 2–2 | 1–0 | 2–1 | 2–3 | 1–1 | 3–2 | 2–0 | 4–1 | 2–2 | 0–0 | 5–1 | 3–1 |
| Bastia              | 1–0 | —   | 1–2 | 1–1 | 1–1 | 4–0 | 0–0 | 2–1 | 0–3 | 2–0 | 2–0 | 3–2 | 1–1 | 1–1 | 0–0 | 2–1 | 0–0 | 1–1 | 1–1 | 4–1 |
| Bordeaux            | 3–0 | 0–0 | —   | 0–0 | 4–1 | 3–0 | 2–0 | 5–1 | 2–0 | 3–1 | 2–0 | 3–2 | 1–2 | 2–1 | 3–2 | 1–1 | 3–1 | 1–1 | 1–0 | 4–0 |
| Brest               | 2–2 | 4–2 | 0–1 | —   | 3–0 | 2–1 | 0–1 | 2–1 | 1–1 | 1–1 | 4–0 | 0–3 | 1–1 | 3–1 | 4–2 | 4–2 | 2–2 | 1–0 | 2–2 | 4–2 |
| Laval               | 1–0 | 1–0 | 2–0 | 1–1 | —   | 0–0 | 2–0 | 1–1 | 2–1 | 1–0 | 0–0 | 0–0 | 1–3 | 1–0 | 3–1 | 0–0 | 3–1 | 2–1 | 2–1 | 3–0 |
| Lens                | 0–0 | 2–1 | 2–2 | 2–3 | 2–0 | —   | 2–0 | 1–0 | 4–2 | 2–0 | 4–2 | 2–1 | 2–2 | 4–0 | 2–0 | 4–2 | 3–0 | 2–1 | 3–1 | 2–1 |
| Lille               | 1–2 | 2–0 | 2–1 | 4–0 | 0–0 | 1–1 | —   | 1–0 | 1–1 | 1–1 | 4–0 | 2–0 | 0–2 | 1–0 | 5–0 | 1–1 | 1–0 | 1–0 | 3–0 | 2–0 |
| Lyon                | 1–1 | 3–1 | 3–5 | 2–0 | 2–0 | 2–1 | 3–1 | —   | 3–3 | 1–1 | 7–3 | 1–2 | 1–2 | 1–3 | 0–4 | 2–1 | 3–1 | 4–2 | 4–1 | 2–0 |
| Metz                | 1–1 | 0–0 | 2–1 | 1–0 | 3–2 | 2–1 | 2–0 | 4–1 | —   | 1–1 | 3–0 | 2–3 | 0–4 | 1–2 | 3–2 | 1–1 | 1–1 | 1–1 | 3–2 | 5–1 |
| Monaco              | 1–1 | 3–0 | 3–1 | 5–0 | 4–1 | 2–1 | 0–0 | 3–0 | 2–1 | —   | 1–0 | 1–0 | 2–2 | 1–1 | 2–0 | 2–2 | 0–0 | 3–0 | 0–0 | 3–0 |
| Mulhouse            | 3–2 | 4–1 | 4–4 | 1–1 | 2–1 | 1–3 | 1–0 | 1–1 | 3–4 | 2–1 | —   | 3–1 | 1–1 | 1–1 | 0–0 | 1–0 | 1–0 | 2–0 | 1–2 | 1–0 |
| Nancy               | 3–1 | 2–2 | 2–1 | 1–1 | 1–1 | 1–2 | 2–2 | 5–2 | 4–0 | 6–0 | 2–1 | —   | 2–2 | 2–3 | 2–0 | 3–1 | 1–2 | 2–1 | 1–2 | 3–3 |
| Nantes              | 1–0 | 3–0 | 4–0 | 5–1 | 0–0 | 5–1 | 1–0 | 1–0 | 2–3 | 0–0 | 2–1 | 3–1 | —   | 2–0 | 1–0 | 4–2 | 4–0 | 3–0 | 3–0 | 2–1 |
| Paris Saint-Germain | 0–0 | 1–0 | 2–0 | 2–0 | 0–0 | 4–3 | 4–1 | 3–0 | 3–1 | 0–1 | 5–1 | 2–3 | 2–1 | —   | 1–0 | 4–1 | 1–0 | 4–3 | 2–1 | 4–2 |
| Rouen               | 1–1 | 2–1 | 2–1 | 1–1 | 2–2 | 1–1 | 2–0 | 2–1 | 0–0 | 1–1 | 4–2 | 1–0 | 1–0 | 0–1 | —   | 0–1 | 1–1 | 2–1 | 3–0 | 4–2 |
| Saint-Étienne       | 1–0 | 1–1 | 3–1 | 0–0 | 1–1 | 0–1 | 1–0 | 1–0 | 3–1 | 2–0 | 1–0 | 3–4 | 0–1 | 1–1 | 1–0 | —   | 0–1 | 0–0 | 2–1 | 0–0 |
| Sochaux             | 2–0 | 2–1 | 0–2 | 4–0 | 1–1 | 1–1 | 2–0 | 1–1 | 4–3 | 1–1 | 1–1 | 0–1 | 1–1 | 1–2 | 2–2 | 3–0 | —   | 2–2 | 2–3 | 1–1 |
| Strasbourg          | 0–2 | 2–1 | 0–0 | 0–0 | 1–2 | 2–1 | 1–0 | 2–0 | 2–1 | 0–4 | 2–1 | 2–0 | 2–0 | 1–1 | 1–0 | 2–0 | 1–1 | —   | 3–0 | 1–1 |
| Toulouse            | 2–1 | 3–1 | 0–1 | 2–2 | 0–1 | 1–0 | 3–0 | 4–1 | 2–1 | 2–1 | 2–1 | 2–1 | 0–1 | 2–1 | 2–1 | 1–1 | 2–6 | 3–1 | —   | 1–1 |
| Tours               | 3–2 | 0–1 | 1–2 | 2–0 | 4–1 | 5–1 | 5–0 | 3–0 | 3–2 | 2–2 | 1–0 | 1–2 | 0–4 | 3–1 | 3–1 | 0–2 | 1–1 | 2–0 | 2–0 | —   |

### Promoción de permanencia
| Equipo 1 | Agr. | Equipo 2 | Ida | Vuelta |
| -------- | ---- | -------- | --- | ------ |
| Tours    | 2–4  | Nîmes    | 1–1 | 1–3    |

- Tours desciende a Division 2, Nîmes asciende a Division 1

Promovidos de la Division 2, quienes jugarán en la Division 1 1983-84:
- Stade Rennais: Campeón de la Division 2, ganador de la Division 2 grupo A.
- Sporting Toulon Var: Subcampeón, ganador de la Division 2 grupo B.
- Nîmes Olympique: Tercer lugar, ganador de la eliminatoria de ascenso.

## Goleadores
| #  | Jugador                  | Nacionalidad        | Club                  | Goles |
| -- | ------------------------ | ------------------- | --------------------- | ----- |
| 1  | Vahid Halilhodžić        | Yugoslavia          | Nantes                | 27    |
| 2  | Andrzej Szarmach         | Polonia             | Auxerre               | 24    |
| 3  | Abdelkrim Merry Krimau   | Marruecos           | Metz                  | 23    |
| 4  | Bernard Lacombe          | Francia             | Girondins de Bordeaux | 20    |
| 5  | Jean-François Beltramini | Francia             | Rouen                 | 19    |
| 6  | Dieter Müller            | Alemania Occidental | Girondins de Bordeaux | 17    |
| -  | Tony Kurbos              | Yugoslavia          | Metz                  | 17    |
| 8  | Yannick Stopyra          | Francia             | Sochaux               | 16    |
| 9  | Jean-Marc Ferreri        | Francia             | Auxerre               | 14    |
| -  | Uwe Krause               | Alemania Occidental | Stade Lavallois       | 14    |
| -  | Thierry Meyer            | Francia             | Nancy                 | 14    |
| -  | Daniel Xuereb            | Francia             | Lens                  | 14    |
| 13 | Salah Assad              | Argelia             | Mulhouse              | 13    |
| -  | Roger Milla              | Camerún             | Bastia                | 13    |
| -  | José Touré               | Francia             | Nantes                | 13    |
| -  | Ruben Umpierrez          | Uruguay             | Nancy                 | 13    |
| 17 | Alain Giresse            | Francia             | Girondins de Bordeaux | 12    |
| -  | Albert Emon              | Francia             | Olympique de Lyon     | 12    |
| -  | Kees Kist                | Países Bajos        | París Saint-Germain   | 12    |
| 20 | Umberto Barberis         | Suiza               | Mónaco                | 11    |
| -  | Delio Onnis              | Argentina           | Tours                 | 11    |
| -  | Didier Philippe          | Francia             | Nancy                 | 11    |
| -  | Dominique Rocheteau      | Francia             | París Saint-Germain   | 11    |
| -  | Paco Rubio               | Francia             | Nancy                 | 11    |
| -  | Drago Vabec              | Yugoslavia          | Stade Brestois        | 11    |